# Lévignacq
Pour l’article ayant un titre homophone, voir Lévignac.
Lévignacq est une commune du Sud-Ouest de la France, située dans le département des Landes (région Nouvelle-Aquitaine).

## Géographie

### Localisation
Commune située dans les Landes de Gascogne en pays de Born.

### Communes limitrophes
Les communes limitrophes sont Lesperon, Linxe, Lit-et-Mixe, Mézos et Uza.
| Uza         | Mézos     |          |
| Lit-et-Mixe | Lévignacq | Lesperon |
|             | Linxe     |          |

### Hydrologie
Le ruisseau du Vignac traverse la commune. Il alimente en aval l'étang de la forge d'Uza, dont il est également l'émissaire  sous le nom de Courant, puis de Courant de Contis.

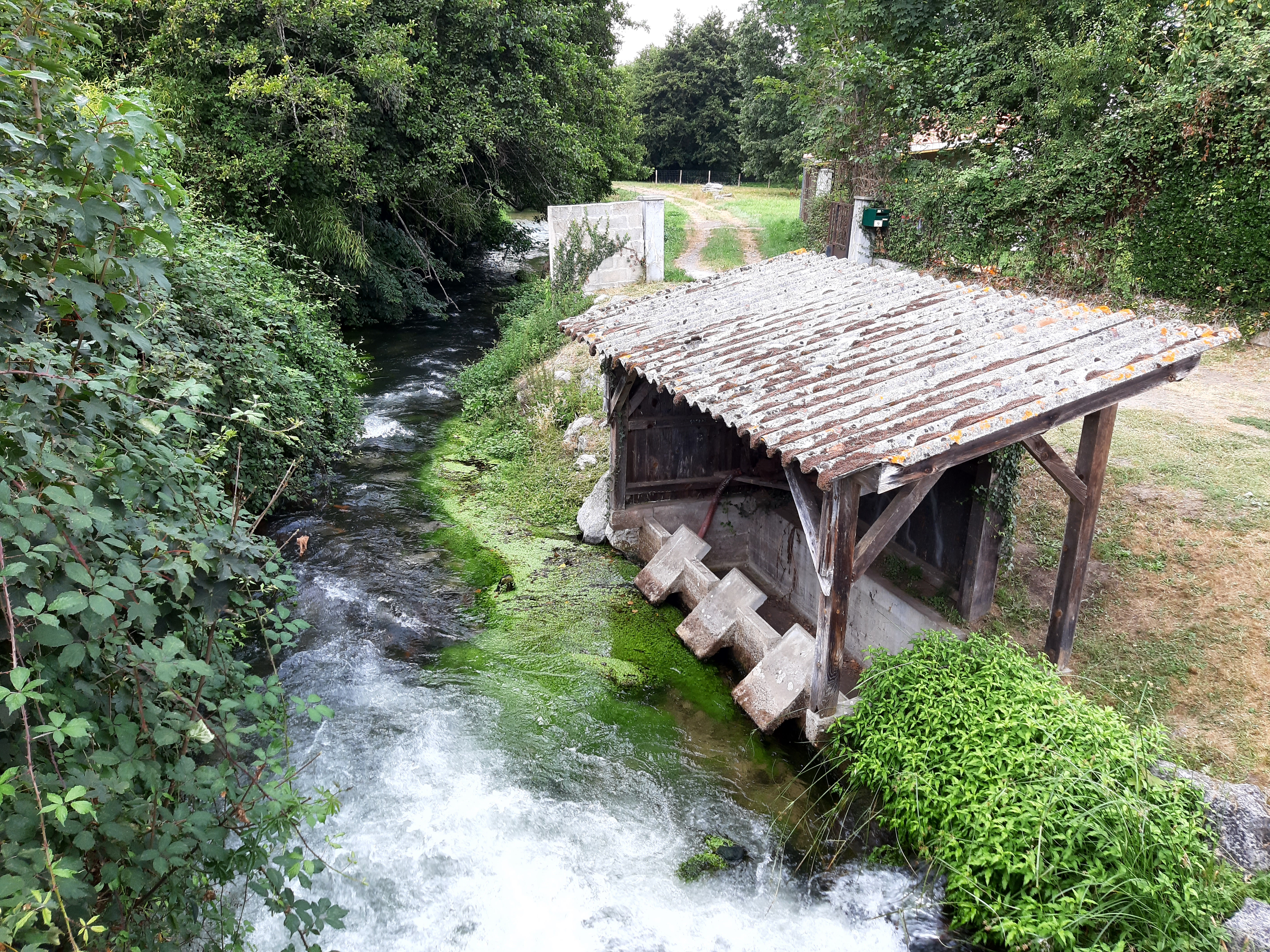
Le ruisseau du Vignac et son lavoir.

### Climat
Pour des articles plus généraux, voir Climat de la Nouvelle-Aquitaine et Climat des Landes.
Historiquement, la commune est exposée à un climat océanique aquitain.  
En 2020, Météo-France publie une typologie des climats de la France métropolitaine dans laquelle la commune est exposée à un climat océanique et est dans la région climatique  Littoral charentais et aquitain, caractérisée par une pluviométrie élevée en automne et en hiver, un bon ensoleillement, des hiver doux (6,5 °C), soumis à la brise de mer.
Pour la période 1971-2000, la température annuelle moyenne est de 13,4 °C, avec une amplitude thermique annuelle de 13,8 °C. Le cumul annuel moyen de précipitations est de 1 199 mm, avec 13,3 jours de précipitations en janvier et 7,9 jours en juillet. Pour la période 1991-2020, la température moyenne annuelle observée sur la station météorologique la plus proche, située sur la commune de Rion-des-Landes à 22 km à vol d'oiseau, est de 13,7 °C et le cumul annuel moyen de précipitations est de 1 182,9 mm,. Pour l'avenir, les paramètres climatiques de la commune estimés pour 2050 selon différents scénarios d’émission de gaz à effet de serre sont consultables sur un site dédié publié par Météo-France en novembre 2022.

## Urbanisme

### Typologie
Au 1er janvier 2024, Lévignacq est catégorisée commune rurale à habitat dispersé, selon la nouvelle grille communale de densité à sept niveaux définie par l'Insee en 2022.
Elle est située hors unité urbaine et hors attraction des villes,.

### Occupation des sols

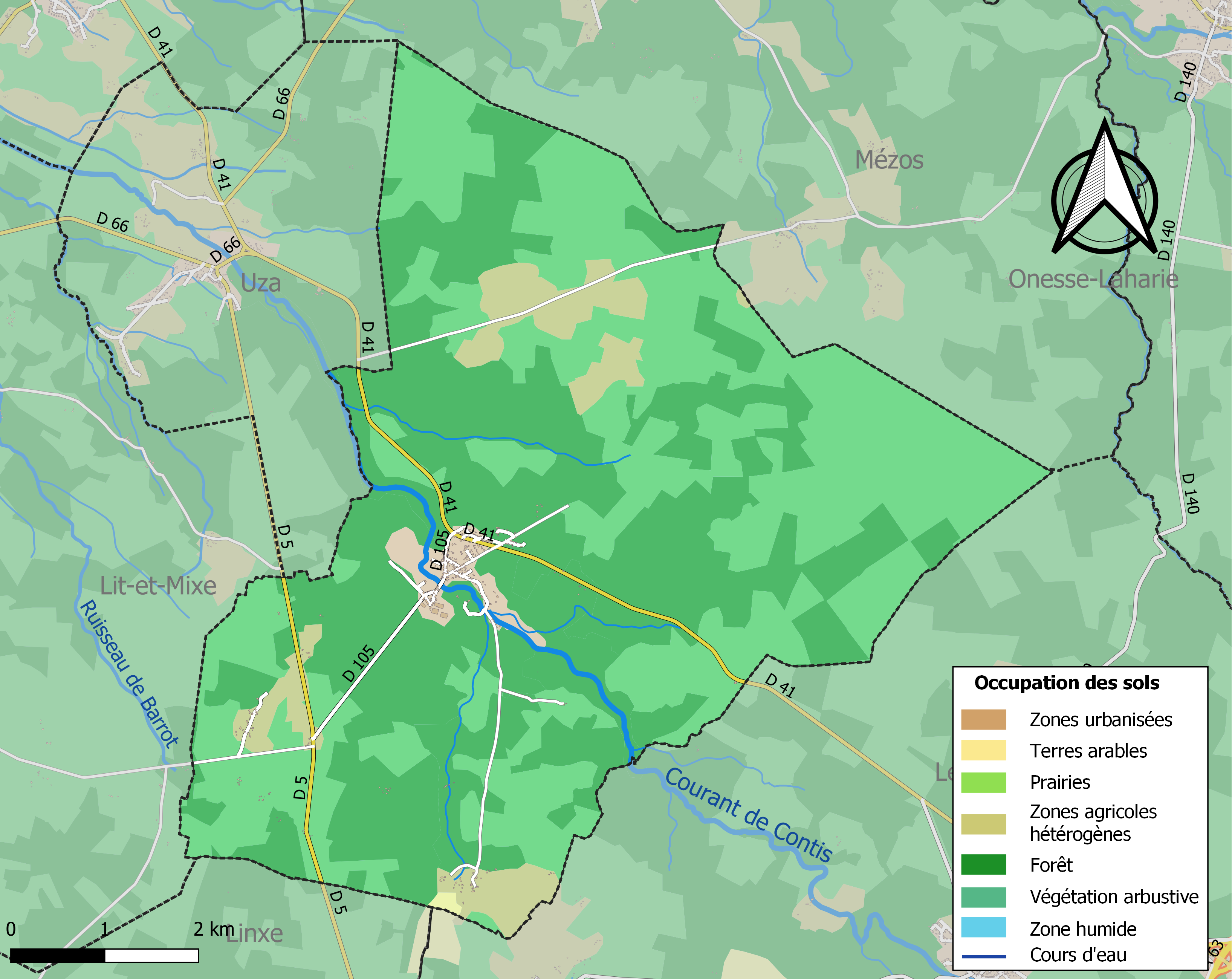
Carte des infrastructures et de l'occupation des sols de la commune en 2018 (CLC).

L'occupation des sols de la commune, telle qu'elle ressort de la base de données européenne d’occupation biophysique des sols Corine Land Cover (CLC), est marquée par l'importance des forêts et milieux semi-naturels (92,1 % en 2018), en diminution par rapport à 1990 (95,1 %). La répartition détaillée en 2018 est la suivante : forêts (47,3 %), milieux à végétation arbustive et/ou herbacée (44,8 %), zones agricoles hétérogènes (5,9 %), zones urbanisées (1,8 %), terres arables (0,1 %). L'évolution de l’occupation des sols de la commune et de ses infrastructures peut être observée sur les différentes représentations cartographiques du territoire : la carte de Cassini (XVIIIe siècle), la carte d'état-major (1820-1866) et les cartes ou photos aériennes de l'IGN pour la période actuelle (1950 à aujourd'hui).

### Risques majeurs
Le territoire de la commune de Lévignacq est vulnérable à différents aléas naturels : météorologiques (tempête, orage, neige, grand froid, canicule ou sécheresse), feux de forêts et séisme (sismicité très faible). Un site publié par le BRGM permet d'évaluer simplement et rapidement les risques d'un bien localisé soit par son adresse soit par le numéro de sa parcelle.
Lévignacq est exposée au risque de feu de forêt. Depuis le 20 avril 2016, les départements de la Gironde, des Landes et de Lot-et-Garonne disposent d’un règlement interdépartemental de protection de la forêt contre les incendies. Ce règlement vise à mieux prévenir les incendies de forêt, à faciliter les interventions des services et à limiter les conséquences, que ce soit par le débroussaillement, la limitation de l’apport du feu ou la réglementation des activités en forêt. Il définit en particulier cinq niveaux de vigilance croissants auxquels sont associés différentes mesures,.
La commune a été reconnue en état de catastrophe naturelle au titre des dommages causés par les inondations et coulées de boue survenues en 1999 et 2009 et par des mouvements de terrain en 1999

## Histoire
Selon les mémoires du résistant Redondo, un repas d'une importance notable avait eu lieu dans cette commune boisée entre soldats de Bordeaux 3 en décembre 1940, qui consolida la présence des résistants « des pins » qui frappèrent a plusieurs reprises dans la région grâce à leurs réseaux solides.[réf. nécessaire]

## Politique et administration
| Période                                  | Période   | Identité                      | Étiquette | Qualité                               |
| ---------------------------------------- | --------- | ----------------------------- | --------- | ------------------------------------- |
| 1920                                     | 1929      | Roger Lartigue                |           | Industriel                            |
| 1929                                     | 1959      | Jean - Jules Joseph Castillon |           | Industriel en bois                    |
| 1959                                     | 1971      | Jean André Castillon          |           | Industriel en bois                    |
| 1971                                     | 1983      | Pierre Léon Bestaven          | Sans      | Tailleur d'habits, agent d'assurances |
| 1983                                     | 1989      | Pierre Capdepuy               |           | Propriétaire exploitant               |
| 1989                                     | mars 2014 | Jean-Louis Pradet             | PS        | Entrepreneur travaux forestiers       |
| mars 2014                                | 2020      | Marie-José Causseque          | DVG       | Retraitée                             |
| 2020                                     | En cours  | Jean-Claude Caule             | Indéfini  | Retraité                              |
| Les données manquantes sont à compléter. |           |                               |           |                                       |

## Démographie
| 1793 | 1800 | 1806 | 1821 | 1831 | 1836 | 1841 | 1846  | 1851  |
| ---- | ---- | ---- | ---- | ---- | ---- | ---- | ----- | ----- |
| 643  | 556  | 723  | 790  | 902  | 960  | 959  | 1 064 | 1 102 |

| 1856  | 1861  | 1866  | 1872  | 1876 | 1881 | 1886 | 1891 | 1896 |
| ----- | ----- | ----- | ----- | ---- | ---- | ---- | ---- | ---- |
| 1 079 | 1 105 | 1 229 | 1 015 | 962  | 862  | 863  | 832  | 812  |

| 1901 | 1906 | 1911 | 1921 | 1926 | 1931 | 1936 | 1946 | 1954 |
| ---- | ---- | ---- | ---- | ---- | ---- | ---- | ---- | ---- |
| 768  | 713  | 712  | 650  | 636  | 576  | 526  | 472  | 473  |

| 1962 | 1968 | 1975 | 1982 | 1990 | 1999 | 2006 | 2007 | 2012 |
| ---- | ---- | ---- | ---- | ---- | ---- | ---- | ---- | ---- |
| 413  | 379  | 322  | 336  | 330  | 346  | 357  | 359  | 312  |

| 2017 | 2022 | - | - | - | - | - | - | - |
| ---- | ---- | - | - | - | - | - | - | - |
| 316  | 345  | - | - | - | - | - | - | - |

## Lieux et monuments
- Église Saint-Martin de Lévignacq, classée aux monuments historiques. Peintures murales de 1713-1715 du peintre bordelais Fautier, membre de l'académie de Paris.
- Association Jean-Boucau.

## Personnalités liées à la commune
- Joseph Beaurredon (1844-1929), religieux catholique, enseignant et écrivain, prêtre de la paroisse de Lévignacq de 1868 à 1877.